# 勇者斗恶龙怪兽篇 特瑞仙境
《勇者斗恶龙怪兽篇 特瑞仙境》，是角色扮演游戏勇者斗恶龙怪兽系列的第一部作品。游戏在日本由艾尼克斯于1998年9月25日发行，在欧洲和北美由Eidos Interactive合作发行与1999年和2000年。本作是勇者斗恶龙系列游戏首次在欧洲发行。游戏先于Game Boy Color平台本身发行；然而它使用了向后兼容使用黑白色彩的Game Boy的卡带。游戏与续作《勇者斗恶龙怪兽篇2》重制于PlayStation平台，并命名为《勇者斗恶龙怪兽篇1·2 星降的勇者和牧场的伙伴们》。移动电话版以《勇者斗恶龙怪兽篇i》为名于2008年1月28日在日本发行。
游戏的主角是《勇者斗恶龙VI》中孩子时期的特瑞和米蕾尤，游戏故事发生在《勇者斗恶龙VI》之前。由于相似的游戏玩法，《勇者斗恶龙怪兽篇》常被与神奇宝贝系列进行比较。
史克威尔艾尼克斯在2011年东京电玩展上宣布游戏将再发行于任天堂3DS平台，《勇者斗恶龙怪兽篇 特瑞仙境3D》于2012年5月31日在日本发行。

## 故事
在《勇者鬥惡龍VI》的故事發生之前，特瑞和米蕾尤還是小孩子的時候，一天夜裏一個奇怪的怪物出現並抓走了米蕾尤。不久另一個和綁匪相似的怪物出現，並告訴特瑞他的姐姐被邪惡的惡崽綁走。他告訴特瑞他叫棉崽，並陪他見大樹之國的國王。在來到大樹之國後，特瑞見到了國王並得到了他馴養的第一個怪物史萊姆。如果特瑞贏得怪物馴養者的星降之夜競賽，他就可以實現一個願望.。因而特瑞為了贏得比賽救出姐姐而帶領他的隊伍探索怪物迷宮。

## 评价
在日本，《勇者斗恶龙怪兽篇》售出了235万份。截至2000年4月，游戏北美版售出60,000份。
《勇者斗恶龙怪兽篇》通常收到正面评价，GameRankings统计12个评价的平均评分为78.9%。由于和神奇宝贝的相似游戏玩法，评论常将二者进行比较，许多爱好者是将游戏作为《神奇宝贝 金·银》发售前的等待。GameSpot称赞了游戏的视觉、音乐和游戏玩法，并说明游戏“可能没有神奇宝贝那样故意讨人喜爱及过度商品化的吸引力，但稳固的游戏玩法使其成为了一个有价值的努力”。IGN指出《勇者斗恶龙怪兽篇》使用了很多神奇宝贝的游戏机制但“做得更好”，并评论了游戏怪物的庞大阵容和战斗。然而IGN也指出了两个游戏的区别，称相对于驯服怪物来说，神奇宝贝使用怪物球收服野生怪物是个更好的主意。
RPGFan评论了游戏，提到了游戏的215种怪物大幅增加了游戏的深度，并称“游戏最有趣的地方时扑捉怪物，并将它们繁殖成更强大的怪物”。